# Варнинг, Райнер
Райнер Варнинг (нем. Rainer Warning; род. 10 апреля 1936, Оснабрюк) — немецкий литературовед.
Изучал филологию, философию и историю в университетах Германии и Франции. В 1964 г. защитил в Гиссенском университете докторскую диссертацию «Тристрам Шенди и Жак-фаталист», в 1972 г. габилитировался в Констанцском университете с работой «Функция и структура. Неоднозначности духовной драмы» (нем. Funktion und Struktur. Die Ambivalenzen des Geistlichen Spiels); обе диссертации вышли отдельными изданиями в мюнхенской серии монографий «Theorie und Geschichte der Literatur und der Schönen Künste», а вторая также переведена на английский язык и издана в США (2001). В 1972—2002 гг. профессор романской филологии и общего литературоведения в Мюнхенском университете. Как приглашённый профессор преподавал в Стэнфордском и Корнеллском университетах, а также во Франции и Израиле. Автор учебного пособия «Курс романской поэзии. От трубадуров до сюрреализма» (нем. Lektüren romanischer Lyrik. Von den Trobadors zum Surrealismus; 1997).
Опубликовал около 100 научных работ. В области теории литературы занимался, прежде всего, вопросами рецептивной эстетики и прагматики художественной литературы. На протяжении всей научной карьеры обращался к исследованию произведений Марселя Пруста, писал также об Оноре де Бальзаке, Шарле Бодлере, Франсуа Рабле и других французских писателей. Автор вступительных статей к немецким изданиям романов Эмиля Золя. Один из членов-учредителей (1963) исследовательской группы «Поэтика и герменевтика», соредактор четырёх сборников её трудов.
Действительный член Баварской Академии наук.